# Hobbe Smith

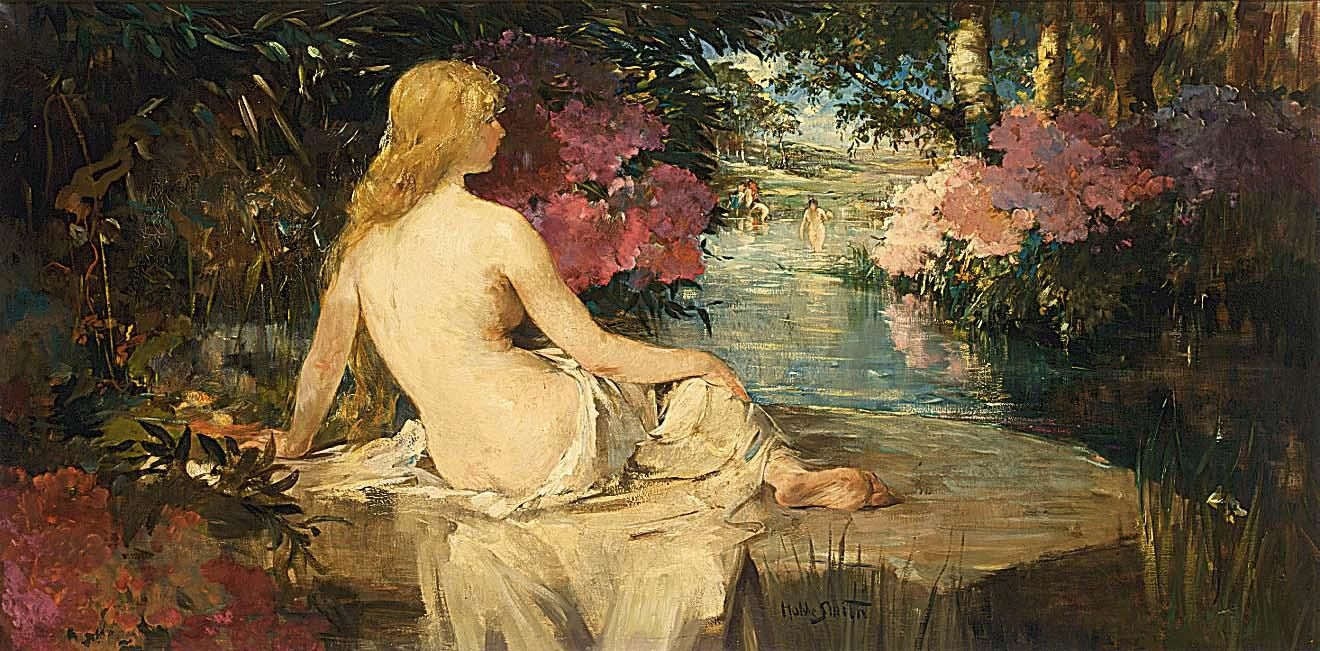
Frauenakt in der Landschaft

Hobbe Smith (* 7. Dezember 1862 in Witmarsum; †  1. Mai 1942 in Amsterdam) war ein niederländischer Maler, Aquarellist, Radierer und Lithograf
Er begann seine künstlerische Ausbildung 1875 in der Quellinus-Kunstgewerbeschule in Amsterdam und setzte sie von 1880 bis 1885 in der Rijksakademie van beeldende kunsten in Amsterdam unter der Leitung von August Allebé fort, dann in der Zeichenakademie in Antwerpen unter der Leitung von Charles Verlat.
Er schuf Porträts, Frauenakte sowie auch Stadtansichten und Seelandschaften.
Er war Mitglied von „Arti et Amicitiae“ und „Sint-Lucasgilde“ in Amsterdam und „Pulchri Studio“ in Den Haag. Zu seinen Schülern gehörten Henri Braakensiek, Willem Kooiman, Herbert van der Poll, Anton Ludwig Reelfs und Johan Smith.
Er nahm an Ausstellungen in Amsterdam, Den Haag, Rotterdam und auch im Ausland teil.
1888 erhielt er den Willink van Collenprijs. 1917 wurde er von Königin Wilhelmina mit einer Goldmedaille ausgezeichnet.